# Syntormon aulicus
Syntormon aulicus är en tvåvingeart som först beskrevs av Johann Wilhelm Meigen 1824.  Syntormon aulicus ingår i släktet Syntormon och familjen styltflugor. Inga underarter finns listade i Catalogue of Life.